# 半裸銀斧魚
半裸銀斧鱼（学名：Argyropelecus hemigymnus，又稱单刺银斧鱼）为輻鰭魚綱巨口魚目褶胸鱼科银斧鱼属的其中一種鱼类。

## 分布
半裸銀斧鱼分布於三大洋熱帶及亞熱帶，包括印度洋、地中海、太平洋、大西洋以及南海等海域，棲息深度約100-2400公尺。

## 外型
半裸銀斧鱼身體為明亮的銀色，背鰭軟條8-9枚；臀鰭軟條11-12枚；脊椎骨36-39枚，體長可達3.9公分。

## 習性
半裸銀斧鱼為深海魚類，會進行垂直性洄游，屬肉食性，以橈腳類及小魚等為食，雄魚體型略小於雌魚。

## 扩展阅读
維基物種上的相關：半裸銀斧魚